# Трубино (Пушкіногорський район)
Трубино (рос. Трубино) — присілок в Пушкіногорському районі Псковської області Російської Федерації.
Населення становить 15 осіб. Входить до складу муніципального утворення Велейська волость.

## Історія
Від 2015 року входить до складу муніципального утворення Велейська волость.

## Населення
| 2001 | 2002 | 2010 |
| ---- | ---- | ---- |
| 7    | ↗17  | ↘15  |